# لاله واژگون ریگ‌شیب
لاله واژگون ریگ‌شیب(نام علمی: Fritillaria falcata) نام یک گونه از سرده لاله واژگون است.